# 単約数
数学において、自然数 a が b の単約数（英: unitary divisor, Hall divisor）であるとは a が b の約数で a と {\displaystyle {\tfrac {b}{a}}} が1より大きい公約数を持たず互いに素であるということを意味する。同様に、b の約数 a は、a のすべての素因数が b と同じ重複度を持つ場合にのみ, 単約数である。
単約数の概念は、R. Vaidyanathaswamy (1931) が導入し、彼はそれを block divisor と呼んでいた。

## 具体例
5は60の単約数である。というのも、5と {\displaystyle {\tfrac {60}{5}}=12} の公約数は1のみだからだ。
一方、6は60の約数だが単約数ではない。なぜなら6と {\displaystyle {\tfrac {60}{6}}=10} は1以外の公約数2を持つからだ。

## 単約数の和
単約数関数はギリシャ文字のシグマを用いてσ*(n)と表される. 単約数の k 乗和はσ*k(n)と表され以下のようになる:
{\displaystyle \sigma _{k}^{*}(n)=\sum _{d\,\mid \,n \atop \gcd(d,\,n/d)=1}\!\!d^{k}.}
ある数の真の単約数の和がその数が一致する場合, その数は単完全数であるという. 

## 性質
1は全自然数の単約数.
ある数 n の単約数の個数は2k個である. ここで k は n の異なる素因数の個数である. これは, 各整数 N > 1 が異なる素数 p の正のべき乗 prp の積なので, N のすべての単約数は N の素因数 {p} の与えられた部分集合 S 上で,  p ∈ Sの素因数 prp の積であることと S の部分集合がちょうど 2k 個あることから示すことができる.
n の単約数の和は n が２の冪乗(1を含む)なら奇数, そうでないなら偶数.
n の単約数の個数を返す関数, 和を返す関数は乗法的関数であるが完全乗法的関数ではない. ディリクレ級数は
{\displaystyle {\frac {\zeta (s)\zeta (s-k)}{\zeta (2s-k)}}=\sum _{n\geq 1}{\frac {\sigma _{k}^{*}(n)}{n^{s}}}.}
全ての n の約数が単約数であることと n が無平方であることは同値.

## 奇単約数
奇数の単約数の k 乗和は
{\displaystyle \sigma _{k}^{(o)*}(n)=\sum _{{d\,\mid \,n \atop d\equiv 1{\pmod {2}}} \atop \gcd(d,n/d)=1}\!\!d^{k}.}
これも乗法的である. ディリクレ級数は
{\displaystyle {\frac {\zeta (s)\zeta (s-k)(1-2^{k-s})}{\zeta (2s-k)(1-2^{k-2s})}}=\sum _{n\geq 1}{\frac {\sigma _{k}^{(o)*}(n)}{n^{s}}}.}

## 重単約数
n の約数 d が二重単約数であるとは d と n/d の最大単約数が1であるということである. このコンセプトは D. Suryanarayana (1972). [The number of bi-unitary divisors of an integer, in The Theory of Arithmetic Functions, Lecture Notes in Mathematics 251: 273–282, New York, Springer–Verlag] が初出である.
n の二重単約数の個数を返す関数は平均オーダー {\displaystyle A\log x} の乗法的関数である. ここで, A は
{\displaystyle A=\prod _{p}\left({1-{\frac {p-1}{p^{2}(p+1)}}}\right)\ .}
二重単約完全数はそれ自身を除く二重単約数の和がそれ自身と等しい数のことである. そのような数は6, 60, 90のみである.
また約数(零重単約数), 単約数(一重単約数), 二重単約数の考えを一般化して, k 重単約数を次のように定義できる:
n の約数 d がk重単約数であるとは d と n/d の最大(k-1)単約数が1であるということである. 
さらに一般化して無限重単約数も定義できる:
n の約数 d が無限重単約数であるとはd, nを次のように素因数分解したとき, 任意のiに対し{\displaystyle {p_{i}}^{x_{i}}}が{\displaystyle {p_{i}}^{y_{i}}}のy-1重単約数となっているということである（ここで素数 p について{\displaystyle {p}^{x}}が{\displaystyle {p}^{y}}のy-1重単約数であることと任意の k (≧y-1≧0)に対し{\displaystyle {p}^{x}}が{\displaystyle {p}^{y}}のk重単約数となることは同値である）. 
{\displaystyle d=\prod _{i=1}^{k}{p_{i}}^{x_{i}},n=\prod _{i=1}^{k}{p_{i}}^{y_{i}}}

## OEISに登録されている数列
- A034444 is σ*0(n)
- A034448 is σ*1(n)
- A034676 to A034682 are σ*2(n) to σ*8(n)
- A068068 is σ(o)*0(n)
- A192066 is σ(o)*1(n)
- A064609 is {\displaystyle \sum _{i=1}^{n}\sigma _{1}(i)}